# Beardmore W.B.III
Il Beardmore W.B.III era un caccia biplano monomotore imbarcato prodotto dall'azienda britannica William Beardmore and Company nei tardi anni dieci del XX secolo.
Sviluppato dal Sopwith Pup, dal quale si discosta per numerosi particolari, risulta essere il primo velivolo ad essere specificatamente progettato per il servizio in una portaerei. Venne principalmente utilizzato dal Royal Naval Air Service, l'aviazione di marina della Royal Navy, durante le ultime fasi della prima guerra mondiale.

## Storia del progetto
Il rapido sviluppo dell'aviazione conseguente al sempre maggiore utilizzo dell'arma aerea durante la prima guerra mondiale costrinse le aziende che svilupparono alcuni modelli da combattimento tra i più riusciti a concedere la licenza di costruzione ad altre aziende aeronautiche per poter far fronte alle commissioni. In quest'ambito la Beardmore fu incaricata di produrre il Pup su licenza Sopwith. Data la richiesta di un velivolo che potesse essere impiegato da unità navali George Tilghman Richards decise di trattenere uno degli ultimi Pup prodotti a Dalmuir (Serie 9950) per introdurvi delle modifiche atte a soddisfarne le specifiche. Pur conservando l'impostazione del modello da cui derivava il nuovo modello introduceva una nuova velatura biplana caratterizzata dalle due ali non più sfalsate e dall'angolo di diedro ridotto rispetto all'originale.

## Versioni
S.B.3F
prima versione del W.B.III avviata alla produzione (Serie N6100/6112) caratterizzati da un carrello d'atterraggio sollevabile identico a quello del prototipo.
S.B.3D
seconda versione del W.B.III avviata alla produzione (Serie N6113/6129 ed N6680/6749), nella quale il carrello d'atterraggio venne sostituito con un dispositivo di atterraggio sganciabile ed un'apparecchiatura che assicurava il galleggiamento all'esaurimento del combustibile. Gli ultimi trenta esemplari, consegnati sprovvisti di motori, vennero semplicemente immagazzinati e probabilmente vennero radiati senza aver mai volato.

## Utilizzatori
Regno Unito
- Royal Naval Air Service